# Paracirrhites bicolor
Paracirrhites bicolor és una espècie de peix pertanyent a la família dels cirrítids.

## Hàbitat
És un peix marí, demersal i de clima tropical que viu fins als 4 m de fondària.

## Distribució geogràfica
Es troba al Pacífic: les illes Carolines.

## Observacions
És inofensiu per als humans.